# Gajowice
Gajowice (deutsch Giegowitz, 1936–1945 Steinrück) ist ein Ort in der Landgemeinde Wielowieś im Powiat Gliwicki der Woiwodschaft Schlesien in Polen. Gajowice hat etwa 90 Einwohner.

## Geschichte

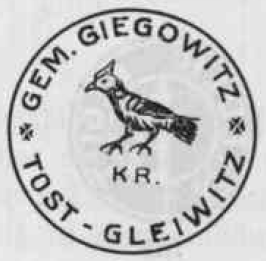
Vormaliges Siegel der Gemeinde

Giegowitz wurde erstmals 1310 erwähnt.
Von 1936 bis 1945 trug der Ort den Namen Steinrück. 1945 kam Steinrück unter polnische Verwaltung. 1950 kam Gajowice von der Woiwodschaft Schlesien zur neuen Woiwodschaft Katowice.
Mit dem Inkrafttreten der Friedensregelung des Zwei-plus-Vier-Vertrags im Jahr 1991 endete die polnische Verwaltung des Ortes und der Ort wurde Teil Polens. Dies war allerdings bereits zuvor mit dem Görlitzer Abkommen bzw. dem Warschauer und dem Moskauer Vertrag von den deutschen Einzelstaaten bestätigt worden.
1999 kam Gajowice zur neuen Woiwodschaft Schlesien und in den wiederentstandenen Powiat Gliwicki.

## Wappen
Alte Siegel von Giegowitz zeigen einen Vogel. Dabei handelt es sich entweder um eine Haubenlerche oder einen Kiebitz.